# Organologie (muziek)
De organologie of instrumentkunde is in ruime betekenis de wetenschap over muziekinstrumenten en hun classificatie. De 'organologie' in enge betekenis wordt als de studie van het orgel beschouwd.
Organologie omvat de studie van de geschiedenis van muziekinstrumenten gebruikt in verschillende culturen, hun toonstelsels en technische aspecten, hun bouw. De organologie heeft deels een overlap met de studies akoestiek, etnomusicologie, musicologie en muziekinstrumentenbouw. De akoestiek behandelt muziekinstrumenten als een middel om geluid mee voort te brengen en is daarom minder geïnteresseerd in de geschiedenis en andere aspecten van de bouw, die niet rechtstreeks met de productie van het geluid te maken hebben.
De organologie heeft verschillende toepassingen, zoals
- in Sachs-Hornbostel, een systeem om muziekinstrumenten mee te classificeren, gebaseerd op het mechanisme waarmee het geluid door het instrument wordt voortgebracht,
- in de indeling van een muziekinstrumentenmuseum en
- bij de ontwikkeling van experimentele muziekinstrumenten.